# Batu Tara
Batu Tara je menší stratovulkán, nacházející se na indonéském ostrově Nosy Komba ve Floreském moři přibližně 50 km severně od ostrova Lembata. Sopka je svým tvarem podobná Stromboli v Středozemním moři, ale aktivitou za ní značně zaostává. Jsou zaznamenány pouze dvě erupce, první v roce 1847 a druhá na začátku roku 2007. Poslední erupce proběhla listopadu 2015. Vulkanické produkty se svým složením liší od většiny indonéských sopek, v bazanitech je zvýšený obsah draslíku (chemicky) a leucitu (mineralogicky).